# Heinrich Beyer von Boppard

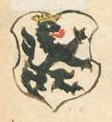
Stammwappen der Beyer von Boppard, aus „Wormatiensis Chronici“, von Georg Helwich, 1614

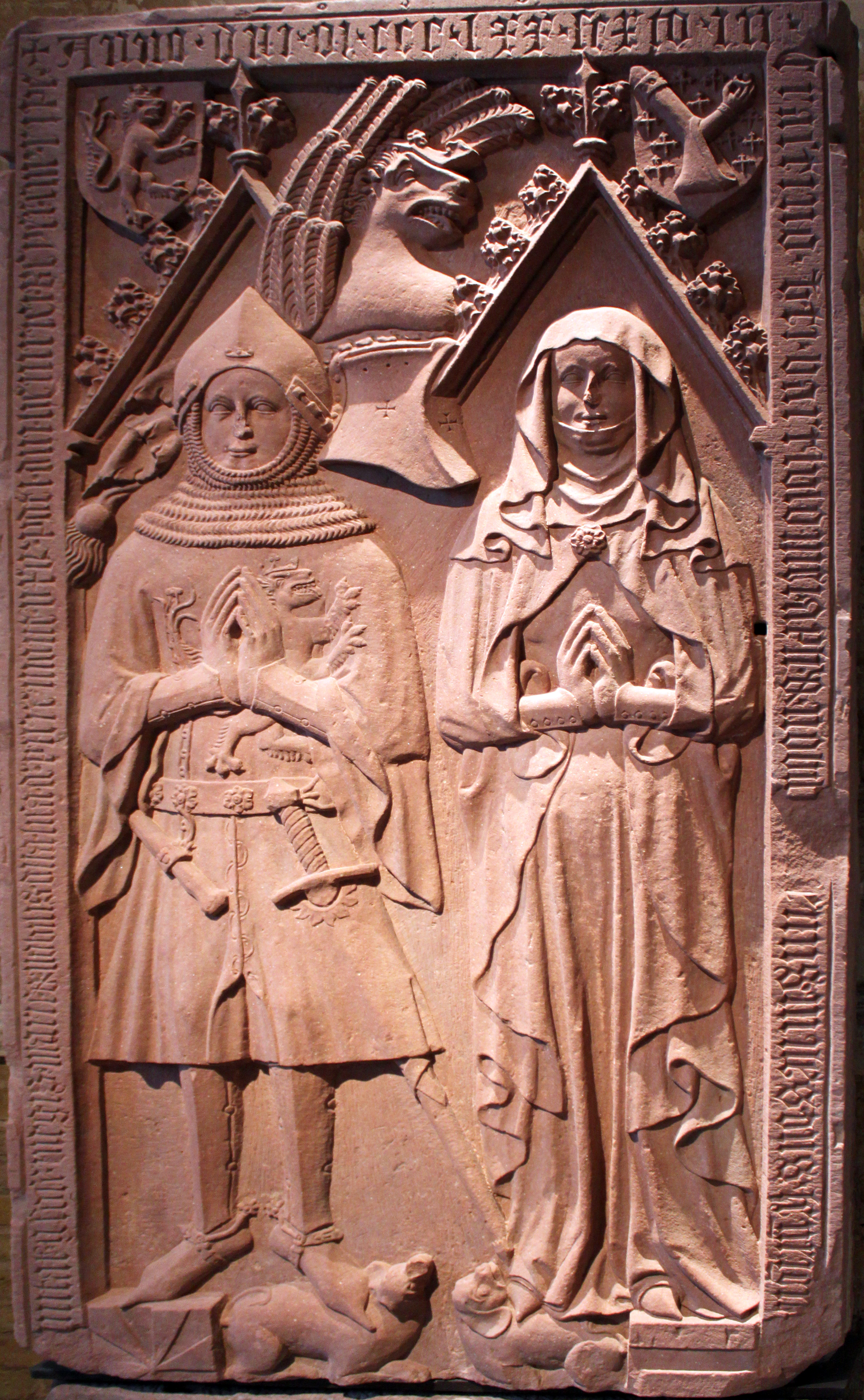
Grabplatte von Heinrich Beyer v. Boppard († 1376) und Lisa v. Lösnich († 1399), oberer Teil

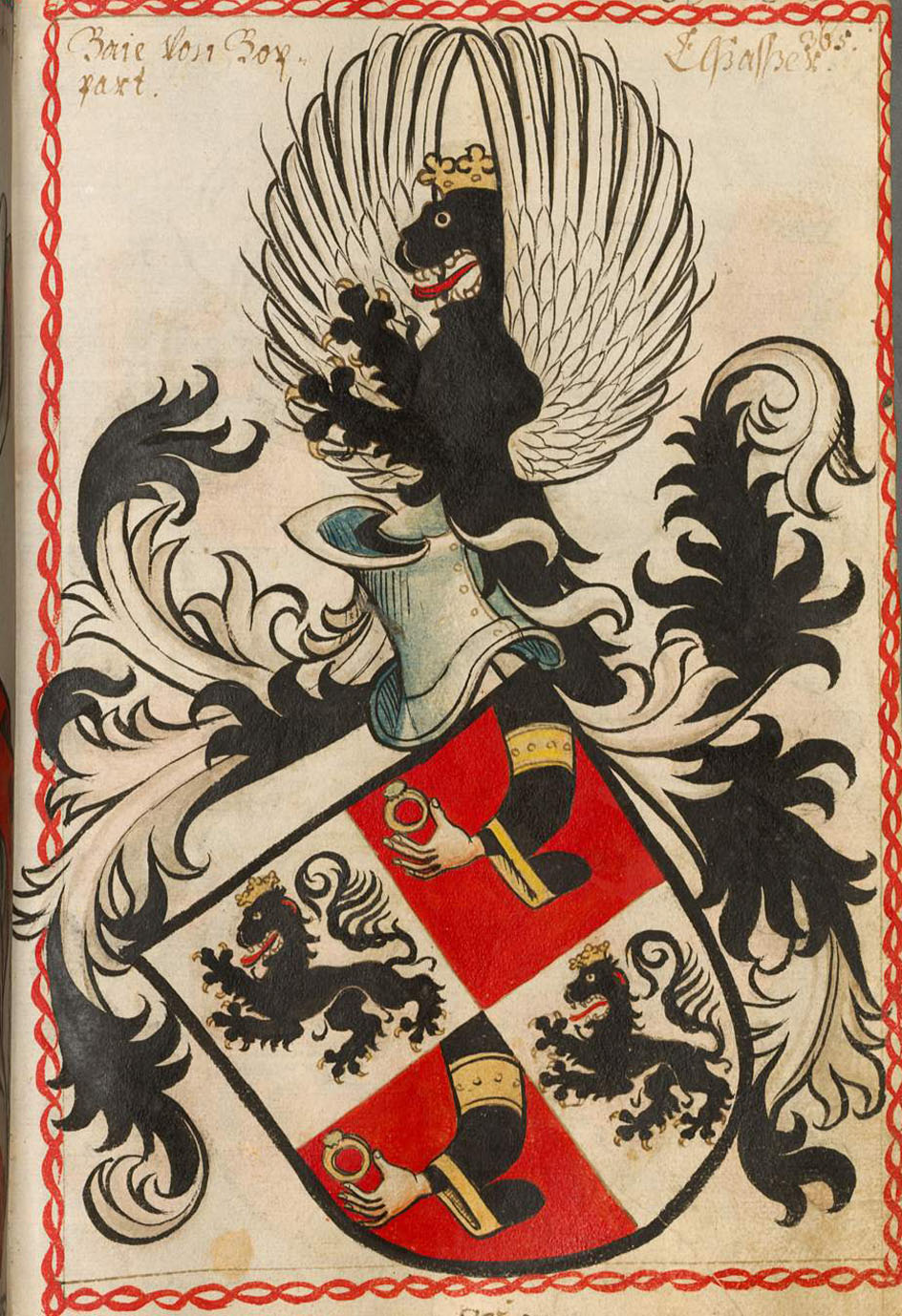
Quadriertes Wappen Beyer v. Boppard und v. Lösnich

Heinrich VI. Beyer von Boppard (auch Heinrich Bayer von Boppard, † 26. August 1376) war in der 2. Hälfte des 14. Jahrhunderts Burggraf von Boppard und einer der mächtigsten Ministerialen am Mittelrhein. Er und seine Gemahlin Lisa geb. von Lösnich, (verw. von Pyrmont in erster Ehe) wurden im Benediktinerinnenkloster Marienberg in Boppard beigesetzt. Die Grabplatte, die um oder nach 1399 für das Grab der Eheleute angefertigt wurde, ist eines der herausragenden Beispiele spätgotischer Bildhauerkunst am Mittelrhein.

## Herkunft
Heinrich entstammt der Familie Beyer von Boppard, die Reichsschultheißen von Boppard waren und nach der Verpfändung Boppards an das Erzbistum Trier 1331 erbliche Burggrafen von Boppard wurden.
- Die Eltern werden unterschiedlich angegeben: Einmal als Heinrich v. Boppard und Lise de Laciriere,[3] dann als Simon Bayer v. Boppard und Elisabeth von Rhens,[4] zuletzt (bei Heinrichs Bruder Dietrich) als Simon Bayer v. Boppard und Elisabeth Walpod von Waldmannshausen.[5] Richtig ist definitiv, dass Simon sein Vater war, dies ist mehrfach bezeugt, beispielsweise in den Kopiaren der Erzbischöfe von Trier.[6]
- Sein Bruder Dietrich Bayer von Boppard († 1384) war von 1359 bis 1365 Bischof von Worms und anschließend bis zu seinem Tod Bischof von Metz.
- Sein Bruder Reinbold Beyer von Boppard († 1364) war Domkustos in Worms und ist im Wormser Dom beigesetzt; die Grabplatte befindet sich im südlichen Chorbereich.[7]

## Leben
Heinrich war der älteste von vier Brüdern und übernahm von seinem Vater das Amt und den Familienbesitz, während seine drei Brüder den geistlichen Stand annahmen. Er war spätestens seit 1351 mit Lisa, der Erbtochter Konrads von Lösnich und Adelheids von Bruch, verheiratet, der Witwe Kunos VII. von Pyrmont. Mit dieser Heirat gelangte umfassender moselländischer Besitz in die Hand der in Boppard residierenden Familie, deren Bedeutung damit entscheidend anwuchs. Genauso wie sein Großvater Heinrich IV. Beyer von Boppard war auch Heinrich VI. Lehnsmann Kaiser Karls IV. und 1358 Schultheiß zu Boppard. Mit dem Trierer Kurfürsten Boemund II. von Saarbrücken zu den Reichstagen in Nürnberg und Metz. Heinrich fungierte auch als kurtrierischer Amtmann des Amts Stolzenfels und Niederlahnstein. Im Jahr 1376 verstarb Heinrich VI. auf Schloss Stolzenfels, seine Frau verstarb 1390. In seinem Testament bestimmte er, dass er auf Kloster Marienberg beigesetzt werden solle. Außerdem stiftete durch sein Testament der Klosterkirche von Marienberg den Eucharius-Altar und vermachte dem Kloster sein Streitross, seinen Hengst, weitere Pferde, seinen silbernen Gürtel, seinen Helmriemen und seine Kleider und Pelze. Zur Verteilung an die Armen stiftete er dem bopparder Hospital zum Heiligen Geist jährlich zwölf Röcke, zwölf Hemden und zwölf Paar Schuhe.
Die ehemals im Kapitelsaal des Benediktinerinnenklosters Marienberg befindliche Grabplatte des Heinrich VI. und einer Frau zeigt im oberen Teil das Stammwappen „Beyer von Boppard“ mit dem steigenden Löwen und das Stammwappen „von Lösnich“ mit dem Hängeärmel. Die gut erhaltene Grabplatte wurde 1914 mit zwei weiteren Grabplatten der Beyer von Boppard aus dem Kloster nach Berlin verkauft und wird heute in zwei Teilen im Bode-Museum verwahrt. Auf dem Grabmal ihres Sohnes Conrad Beyer von Boppard († 1421) wird das väterliche Wappen als durch Quadrierung vereinigtes Wappen „Beyer von Boppard“ und „von Lösnich“ gezeigt, das mütterliche Wappen als Wappen „von Lösnich“. Die Nachkommen führten das Wappen in quadrierter Form.

## Belege
1. ↑  F. Pauly: Beiträge zur Geschichte von Boppard. S. 19 ff. Ebenso bei Walther Möller: Stammtafeln westdeutscher Adelsgeschlechter. Band 1, Darmstadt 1922.
2. ↑  Gerhard Köbler: Beier von Boppard. In: Historisches Lexikon der deutschen Länder. Die deutschen Territorien und reichsunmittelbaren Geschlechter vom Mittelalter bis zur Gegenwart. 6., vollständig überarbeitete Auflage. C.H. Beck, München 1999, ISBN 3-406-44333-8, S. 50.
3. ↑  Wolfram.: Dietrich (Bischof von Worms und Metz). In: Allgemeine Deutsche Biographie (ADB). Band 37, Duncker & Humblot, Leipzig 1894, S. 706–708.
4. ↑  Anton Ph. Brück: Dietrich Bayer von Boppard. In: Neue Deutsche Biographie (NDB). Band 3, Duncker & Humblot, Berlin 1957, ISBN 3-428-00184-2, S. 686 f. (Digitalisat).
5. ↑  Bayer von Boppard Dietrich V. von in der Datenbank Saarland Biografien
6. ↑  LHAK 1C Nr. 7, S. 29, Nr. 71
7. ↑  Eberhard J. Nikitsch: DI 60, Nr. 56. urn:nbn:de:0238-di060mz08k0005600 (inschriften.net). Anm. 3 und Eberhard J. Nikitsch: DI 29, Nr. 145. In: www.inschriften.net. (noch nicht online).
8. 1 2  Otto Volk: Boppard im Mittelalter. In: Heinz E. Mißling (Hrsg.): Boppard. Geschichte einer Stadt am Mittelrhein. Erster Band. Von der Frühzeit bis zum Ende der kurfürstlichen Herrschaft. Dausner Verlag, Boppard 1997, ISBN 3-930051-04-4, S. 218–220.
9. ↑  Heinrich Beyer: Burg Stolzenfels: ein Andenken für Rheinreisende; mit einer Ansicht in Stahlstich, und vier Blättern mit gemalten Wappen. S. 19.
10. 1 2  Eberhard J. Nikitsch: DI 60, Nr. 56. urn:nbn:de:0238-di060mz08k0005600 (inschriften.net).
11. ↑  Eberhard J. Nikitsch: DI 60, Nr. 65. urn:nbn:de:0238-di060mz08k0006509 (inschriften.net).

| Personendaten    | Personendaten                        |
| ---------------- | ------------------------------------ |
| NAME             | Beyer von Boppard, Heinrich          |
| ALTERNATIVNAMEN  | Bayer von Boppard, Heinrich          |
| KURZBESCHREIBUNG | Burggraf von Boppard                 |
| GEBURTSDATUM     | 13. Jahrhundert oder 14. Jahrhundert |
| STERBEDATUM      | 26. August 1376                      |